# 綾北川
綾北川（あやきたがわ）は、熊本県球磨郡多良木町、宮崎県小林市、東諸県郡綾町・国富町を流れ本庄川（綾南川)に注ぐ一級河川の第2次支流である。綾町一帯は綾南川と併せ1985年（昭和60年）綾川湧水群として名水百選のひとつに選定されている。また、上流及び綾南川合流点周辺は九州中央山地国定公園の区域にも指定されており、両河の間には水源の森百選 - 綾の照葉樹林「21世紀に残したい日本の自然百選」- 綾渓谷の照葉樹林、森林浴の森百選 - 九州中央山地国定公園綾地区にも選定されている。

## 地理
多良木町の尾鈴山地山麓、堀切谷上流を源にし、「槻川」と名をかえ「平谷川」など数々の谷川が流入し、途中県境を境にて綾北川と名を変え田代八重ダムにて「尾股川」と合流し綾北ダムに流入する。その後V字谷を形成し古賀根橋ダムに流入し再びV字谷を形成後、綾町の複合扇状地を形成し本庄川に流入する。

## 自然
上流域に本庄川との間の山岳は日本有数の「原生の照葉樹林帯」を抱え、広大な国有林照葉樹林を形成し水源林の役目を果す。各所に無数に湧水が点在しており、本庄川・綾北川の両河川へと流れ出ている。